# Mirka Mora

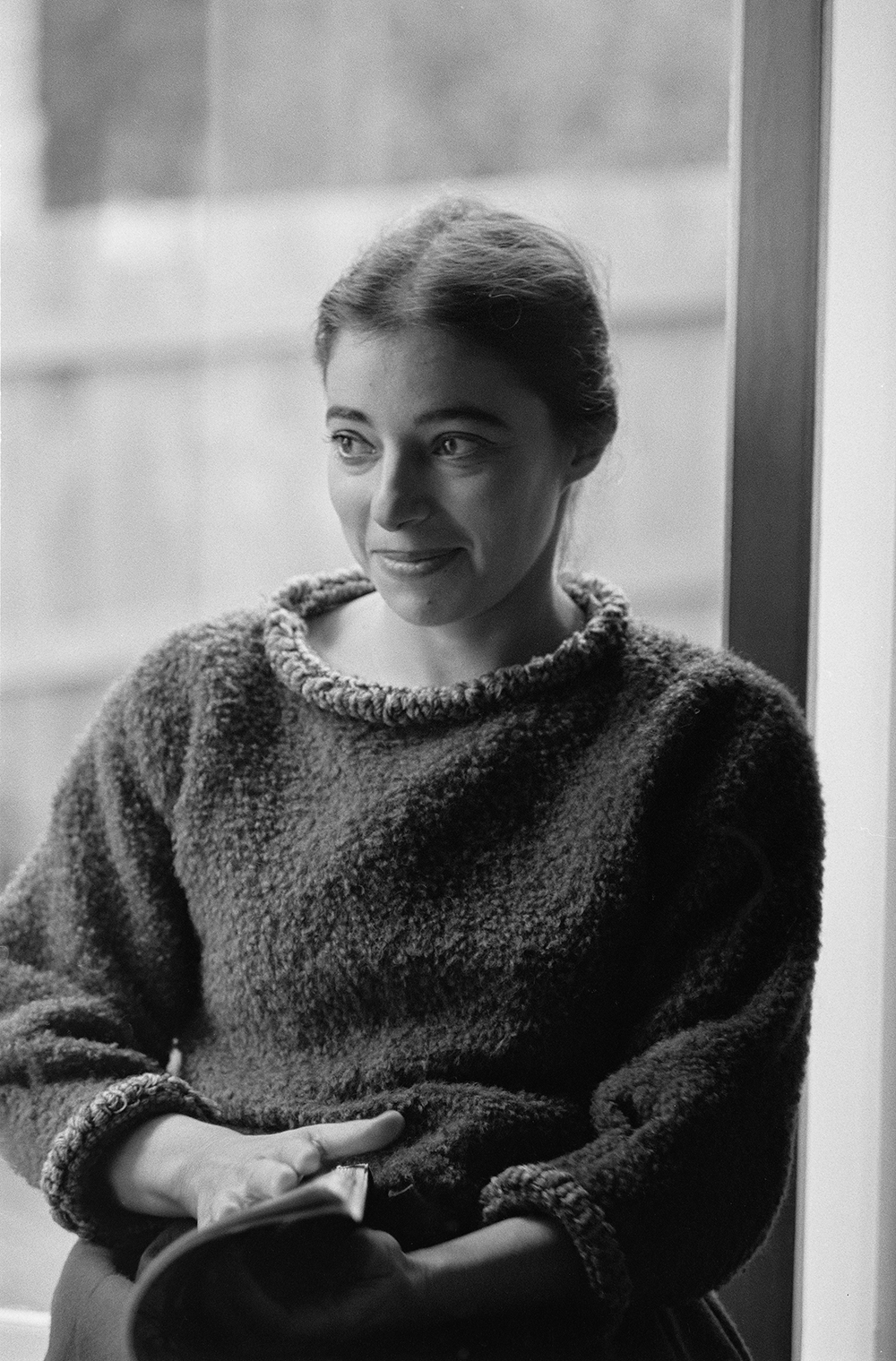
Mirka Mora, fotografiert von J. Brian McArdle (1920–1969), aufgenommen in Beaumaris am 28. Mai 1961, als sie mit ihrem Ehemann Georges, Albert Tucker und Laurence Hope die McArdles besuchte

Mirka Madeleine Mora, geb. Zelik (* 18. März 1928 in Paris; † 27. August 2018 in Melbourne) war eine in Frankreich geborene in Australien sehr populäre bildende Künstlerin. Mirka und Georges Mora kamen 1951 als Einwanderer aus Paris nach Melbourne. Das kunstsinnige und gebildete Paar brachte die französische Küche und einen europäischen Stil in das Nachkriegs-Melbourne. Sie eröffneten 1954 das Mirka Café, 1958 das Café Balzac und 1965 das Tolarno Restaurant and Galleries. Die Restaurants der Moras waren beliebte Treffpunkte der Melbourner Bohème.

## Leben

### Jugend
Mirka Madeleine Zelik wurde an einem Sonntag im März 1928 in Paris geboren. Mirkas Vater, Lejba „Léon“ Zelik, stammte aus Litauen, ihre Mutter, Tsipa „Suzanne“ Ghelbein, war Rumänin. Beide hatten sich in Paris niedergelassen, nachdem sie vor der Judenverfolgung während des Ersten Weltkriegs aus ihren Heimatländern geflohen waren. Mirka war immer stolz darauf, dass die erste bezahlte Tätigkeit ihres Vaters in seiner Wahlheimatstadt die Arbeit als Modell für die Bildhauerschule des Louvre war. Nach der Kriegserklärung Frankreichs und Großbritanniens an Deutschland am 3. September 1939 besorgte sich Léon illegal ein Radio, und im folgenden Jahr konnte die Familie die Sendungen von General Charles de Gaulle hören. Mirkas Eltern organisierten illegale Treffen in ihrer Wohnung. 1940 schlossen sich die Zeliks dem Exodus aus Paris an, der mit dem Vormarsch der deutschen Wehrmacht begann. Wie viele Pariser suchten sie Zuflucht auf dem Land, mussten aber in die Hauptstadt zurückkehren, als deutsche Soldaten ihr Dorf überfielen. Im besetzten Paris herrschten schreckliche Zustände: Rationierung, Ausgangssperre, Berufs- und Aufenthaltsverbot für Juden.

### Geplante Deportation
Am 16. und 17. Juli 1942 führte die Polizei auf Befehl der Nationalsozialisten unter dem Decknamen „Operation Frühlingshauch“ eine Massenrazzia und Verhaftung von Jüdinnen und Juden mit dem Ziel ihrer Vernichtung durch. Mirka und ihre Mutter wurden in das Vél’ d’Hiv (Winter-Velodrom; die größte Sammelstelle dieser Razzia in Paris) gebracht und von dort mit dem Zug in das französische Konzentrationslager Pithiviers geschickt. Aber Mirka und ihre Mutter entgingen dem Schicksal vieler der Menschen, die bei dieser Razzia verhaftet wurden. Auf der Fahrt in einem Viehwaggon von Paris nach Pithiviers, einem Durchgangsort für Menschen, die nach Auschwitz und in andere Konzentrations- und Vernichtungslager gebracht werden sollten, holte Tsipa einen Stift, Papier und einen Umschlag aus ihrer Tasche und bat Mirka, die Namen der Bahnstationen aufzuschreiben, die sie passierten. Sie steckte die Liste in den Umschlag, adressierte diesen an ihren Mann und versah ihn mit der Bitte an den Finder des Briefes, ihn an Lejba „Léon“ Zelik zu schicken. Mirka schob den Umschlag durch einen Spalt zwischen den Holzlatten des Waggons nach draußen. Tatsächlich fand jemand diesen wichtigen Brief und schickte ihn an Mirkas Vater, der so die Liste der Bahnstationen erfuhr, die seine Frau und Tochter passiert hatten.

### Rettung
Lejba „Léon“ Zelik machte seine Familie ausfindig und arrangierte ein offizielles Schreiben, aus dem hervorging, dass Tsipa als Näherin für eine Sportbekleidungsfirma gearbeitet hatte, die nun deutsche Uniformen herstellte, was sie für die Rüstungsindustrie unentbehrlich machte. Dies führte schließlich zur Freilassung von Tsipa und Mirka; sie gehörten zu einer Handvoll Menschen, die freigelassen wurden. Mirka verließ das Lager mit einem tiefen Gefühl der Schuld gegenüber denen, die sie dort zurückgelassen hatte, und mit Socken und Unterwäsche voller Botschaften anderer Gefangener an deren Angehörige. Der Anblick hunderter Gesichter, die sie durch den Stacheldrahtzaun beobachteten, als ihr Auto vorbeifuhr, hat sich ihr tief eingeprägt. Das Glück der Familie Zelik setzte sich fort, als sie zufällig Monsieur Fournier trafen, einen Eisenbahner und Mitglied der Résistance, der ihnen falsche Papiere und ein sicheres Haus in Venizy in der Bourgogne, nicht weit von Paris, verschaffte. Im Jahr 1944 plante Mirka, Paris zu verlassen. Tsipa verhalf ihr zu einer Stelle als Hilfsschwester in einem Waisenhaus für jüdische Kinder in der Bretagne. Dort, im Küstenort Saint-Quay-Portrieux, lernte die siebzehnjährige Mirka den fünfzehn Jahre älteren, charmanten Georges Mora kennen. Georges Mora wurde 1913 als Günther Morawski in Leipzig geboren. Seine Eltern waren jüdischen Glaubens: Maximillian Morawski, Kaufmann, und Suzie, geb. Fuchs. Anfang der 1930er Jahre musste Günther Morawski wegen der nationalsozialistischen Verfolgung aus Deutschland fliehen. In Paris fand er Arbeit als Patentangestellter und änderte während der deutschen Besatzung Frankreichs seinen polnisch-jüdischen Namen, um einer Verhaftung zu entgehen. Unter dem Namen Georges Morat oder Mora beteiligte er sich an der Résistance und half, Flüchtlinge und alliierte Soldaten über die Grenze zu schmuggeln. Nach dem Krieg arbeitete Georges Mora für die Organisation Œuvre de secours aux enfants, die sich um jüdische Waisenkinder kümmerte.

### Emigration
Nach dem Krieg waren die Zeliks uneins, was sie tun sollten. Ihr Vater liebte Paris und wollte nicht weg, während ihre Mutter nach Amerika gehen wollte. Entgegen dem Rat ihres Vaters las Mirka das Buch Scènes de la vie de bohème (1851) von Henri Murger. Darin stieß sie auf die Vita des französischen Fotografen Antoine Fauchery (1823–1861), der nach Australien reiste, um dort auf Goldsuche zu gehen. 1947 heiratete Mirka Zelik Georges Mora. Gemeinsam mit ihrem Sohn Philippe (* 8. August 1949) emigrierten sie 1951 nach Australien und ließen sich in Melbourne nieder.

### Melbourne
Sie fanden eine Wohnung in der Collins Street 9, die zuvor von Tom Roberts und Frederick McCubbin als Atelier genutzt worden war. Als Mirka Mora 1951 in Australien eintraf, bestand ihr Englisch aus den beiden Sätzen: „The sky is blue“ und „The fountain is in the garden“. Ungeachtet dessen eröffneten Mirka und Georges das Mirka Cafe in der Exhibition Street, das mit gutem Essen und anregenden Gesprächen zu einem Anziehungspunkt für Künstler und Kunstinteressierte wurde. Bald wurden dort auch Kunstwerke der Besitzer und ihrer Freunde ausgestellt. Die Kunstmäzenin Sunday Reed organisierte eine Ausstellung mit Werken von Joy Hester. Charles Blackman stellte hier zum ersten Mal aus. Mirka Mora malte, zeichnete, stickte und fertigte lustige, laszive Puppen an und verzierte Keramik. Das Paar wurde zu Stars der australischen Kunstszene. Dazu mögen Mirka Moras ansteckende Lebensfreude und ihr kreativer Geist beigetragen haben.
Ende der 1960er Jahre zog die Familie nach St Kilda in das Tolarno Hotel, für das sie Wandmalereien anfertigte. Daraus entwickelte sich die Tolarno Gallery, eine der führenden Kunstgalerien Melbournes. In den 1970er Jahren trennte sich Mirka Mora von Georges und ließ sich scheiden. 1978 erhielt Mirka Mora den Auftrag, eine der Art Trams für Melbourne zu bemalen, ein Projekt der Landesregierung zur Belebung der Stadt. Ihr skurriler Straßenbahnzug wurde in Melbourne schnell populär, und 1986 erhielt sie den Auftrag, eine Keramikwand im Bahnhof Flinders Street zu gestalten. Sie gestaltete auch das Foyer des Playbox Theatre in Melbourne und arbeitete 2016 mit der Modedesignerin Lisa Gorman zusammen.
Mirka Mora starb am 27. August 2018 und wurde mit einem Staatsakt geehrt, an dem mehr als 1200 Menschen in ihrem geliebten Palais de Danse in St Kilda teilnahmen. In Würdigung ihres künstlerischen Schaffens wurde Mirka Mora als erste weibliche Künstlerin Australiens mit einem staatlichen Denkmal geehrt.

## Werk
1942 wurde die vierzehnjährige Mirka verhaftet und mit ihrer Mutter und ihren Schwestern in das Internierungslager Pithiviers in Frankreich gebracht. Ihre Namen standen auf einer Liste für die Deportation nach Auschwitz. Diese Erfahrung hat sich in Moras Kunst niedergeschlagen, nicht als Verzweiflung, sondern als bodenständige Resilienz: Ihre pausbäckigen Figuren assoziiert sie mit der Erinnerung an Kinder, die auf dem Weg ins Konzentrationslager in einen Zug gepfercht werden. „Ja, die Wahrheit, an die man sich erinnern muss… Man muss für die Toten sprechen, nicht wahr? Man muss, und ich bin eine Zeugin, ein Glück, dass ich entkommen bin.“
Mirka Moras vielfältige Inspirationsquellen reichten von der Theatertradition der Surrealisten über die europäische Moderne, die klassische Mythologie, Märchen, Kinder- und Outsider Art bis hin zu Spielzeug und Puppen aus ihrer französischen Heimat. Ihre Arbeiten sind oft kindlich, bunt und niedlich, manchmal eindringlich, aber immer unverwechselbar. Mirka Moras bekanntestes künstlerisches Werk und ihr bleibendes Vermächtnis sind ihre Puppen. Obwohl sie nur aus Materialien und Farben bestehen, erscheinen sie lebendig. Als Mirka Moras Puppen 1971 zum ersten Mal ausgestellt wurden, schrieb der Kunstmäzen John Reed: „Sie betreten keine ‚Ausstellung‘, sondern eine neue Welt, eine Welt der Illusion … ein Land, das fremd, aber auch schön und unwiderstehlich vertraut ist. Es ist das Land des Künstlers“. In späteren Phasen ihrer Karriere gab Mirka Mora Puppenbau-Workshops für die Öffentlichkeit. James Antonious von The Australian beschrieb sie als „eine Künstlerin der Stadt und eine Künstlerin der Menschen“. Sie war eine „Agony Aunt“, eine Gastronomin und eine Künstlerin.

## Auszeichnung
Im Jahr 2002 wurde sie von der französischen Regierung zum Officier de l’Ordre des Arts et des Lettres ernannt.